# Nicola Di Girolamo

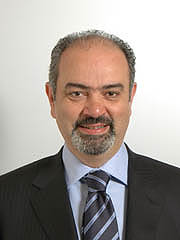
Nicola Di Girolamo

Nicola Di Girolamo (* 25. Juni 1960 in Rom) ist ein italienischer Rechtsanwalt, Politiker und Unternehmer.

## Studium und Anwaltstätigkeit
Im Alter von drei Monaten wurde Nicola Di Girolamo durch den Tod seines Vaters Halbwaise. Nach dem Studium an der Sapienza-Universität von Rom eröffnete er das Anwaltsbüro Di Girolamo-Straffi & Associati in Rom. Er besitzt die Qualifikation als vereidigter Rechnungsprüfer und die Zulassung als Anwalt beim Corte Suprema di Cassazione. Er ist weiterhin Vorsitzender der Fondazione Porfiri Onlus, Vizepräsident einer Gesellschaft zur Förderung der Technologie und Entwicklung in Rom, Vizepräsident von Europartners, Rechnungsprüfer der Gruppo Net S.p.A., Rechnungsprüfer des Assisi Project S.p.A. und Präsident der Rechnungsprüfer von Nicola’s Foundation Onlus.

## Tätigkeit als Senator
In seiner Jugend stand er politisch der Movimento Sociale Italiano (MSI) nahe. Im Jahre 2008 wurde er als Kandidat der Popolo della Libertà (PDL) bei den Regionalwahlen im Wahlkreis Europa mit mehr als 25.000 Stimmen gewählt, obwohl er fast vollkommen unbekannt war. Darunter waren auch viele Stimmen aus Stuttgart und der angrenzenden Umgebung. Als Mitglied des Ausschusses für auswärtige Angelegenheiten und des Ausschusses für im Ausland lebende Italiener brachte er zwei Gesetzesentwürfe ein. Einer betraf Artikel 51, Paragraph 2, der die Gleichstellung italienischer Bürger betraf, die nicht vom italienischen Staat bei Wahlen erfasst wurden. Der zweite Entwurf betraf die Wiedererlangung der italienischen Staatsbürgerschaft von Einwohnern in den osteuropäischen Staaten und der ehemaligen Sowjetunion, die sich dort als Italiener niedergelassen hatten. Weiterhin stellte er elf Fragen zur schriftlichen Beantwortung.

### Anfechtung der Wahl und Abwehr einer Festnahme
Der Anwalt Mirko Tremaglia brachte bei der Wahlbehörde eine Beschwerde ein, die den Vorwurf enthielt, dass Di Girolamo zum Zeitpunkt der Wahlwerbung nicht an dem auswärtigen Ort wohnte, den er angegeben hatte. Der Richter für erstinstanzliche Untersuchungen am Gerichtshof von Rom stellte deshalb einen Antrag auf Festnahme von Di Girolamo wegen des Vorwurfs mehrerer Gesetzesverletzungen, insbesondere wegen falscher Angaben zu seiner Person.
Bei seinen Wahlunterlagen hatte Di Girolamo angegeben, dass er in Etterbeek in der Avenue de Tervuren No. 143 gemeldet sei. Diese Angabe stellte sich als falsch heraus, da es diese Straße in Etterbeek nicht gab. Allerdings gab es eine Straße dieses Namens in Woluwe-Saint-Pierre/Sint-Pieters-Woluwe, einem Randbezirk von Brüssel, wo eine Person Oronzo Cilli wohnte. Es stellte sich heraus, dass der italienische Botschafter in Brüssel Sandro Maria Siggia ihm diese Adresse beschafft hatte.
Im September 2008 lehnte der Senat die Festnahme von Di Girolamo ab. Der Senator Marco Follini, Vorsitzender der Kommission für die Immunität der Senatsmitglieder, verfolgte weiter die Annahme, dass Di Girolamo seinen Senatssitz verloren hätte, und schlug dem Senat in einem Bericht vor, die Wahl für ungültig zu erklären. Am 29. Januar 2009 lehnte der Senat den Vorschlag ab, die Frage des Verlustes des Senatssitz-Mandates zu vertagen, und befürwortete die Absicht der Exekutive, den Fall zu untersuchen und die Versammlung erst nach einer Anklage wieder damit zu befassen.

### Festnahme wegen finanzieller Beschuldigungen
Am 23. Februar 2010 wurde Di Girolamo festgenommen wegen des Vorwurfs der Geldwäsche durch Aktionen der Mafiaorganisation ’Ndrangheta. Die Beschuldigungen erstreckten sich auf eine kriminelle Vereinigung bezüglich der Geldwäsche und Wiederanlage gewaschener Gelder und Verletzung des Wahlgesetzes mit Unterstützung der Mafia. Di Girolamo wird beschuldigt, als Mitglied einer kriminellen Vereinigung in den Jahren von 2003 bis 2006 mehr als zwei Milliarden Euro an Geldern gewaschen zu haben. Weiterhin wird er beschuldigt, dass die Familie Arena der Mafiaorganisation ’Ndrangheta aus der Stadt Isola di Capo Rizzuto die Wahlfälschung in Stuttgart für ihn organisiert habe. Die Mafia habe von Immigranten aus Kalabrien in Stuttgart einen Stimmenkauf für Di Girolamo organisiert.
Diese Anklage stützt sich auf abgehörte Telefongespräche mit dem römischen Geschäftsmann Gennaro Mokbel, der nach Erkenntnissen der italienischen Fahnder zahlreiche Kontakte zur kriminellen Organisation Banda della Magliana und zur ’Ndrangheta besitzt. Der inzwischen Inhaftierte hatte auch Kontakte zu Antonio D’Inzillo, der als Mörder des Maglianachefs Enrico De Pedis gilt.  Für die Firmen Telecom Sparkle und von Fastweb soll Mokbel ein Betrugssystem organisiert haben. In diesem Zusammenhang wurde am 24. Februar 2010 ein Foto von Di Girolamo und dem Chef der Ndrangheta Franco Pugliese veröffentlicht.

### Rückgabe des Mandats
Am 25. Februar 2010 äußerte Gianfranco Fini, dass er für eine Festnahme von Di Girolamo sei. Einen Tag danach meinte der Senatspräsident Renato Schifani, er wäre für eine Annullierung der Wahl. Der Vorsitzende des zuständigen Senatskomitees Marco Follini eröffnete daraufhin die Prozedur zum Verlust des Mandats von Di Girolamo. Am 1. März 2010 erklärte Di Girolamo in einem Brief an Schifani seinen Rücktritt als Senator. Am 3. März 2010 stimmte der Senat mit 259 Stimmen für den Rückzug von Di Girolamo bei 16 Gegenstimmen und 12 Enthaltungen. Von der Popolo della Libertà, der Lega Nord und den Senatoren Pinzger, Thaler Ausserhofer, Galperti und Paolo Rossi erhielt Di Girolamo Beifall und Zustimmung. Seinen Sitz nahm nun Raffaele Fantetti ein.

## Festnahme wegen Geldwäsche und Verletzung des Wahlgesetzes
Am Abend des Rücktritts vom Senat wurde Di Girolamo von den Carabinieri festgenommen und nach Rebibbia in das Gefängnis eingeliefert. Unter den Beschuldigungen der Geldwäsche auf internationaler Ebene, der Verletzung des Wahlgesetzes und der Hilfe einer Mafiaorganisation hat Di Girolamo die Unterstützung von den Anwälten Carlo Taormina und Pierpaolo Year in Anspruch genommen. Bei einer ersten Anhörung im Gefängnis Regina Coeli zu den Anschuldigungen nahm er die Option wahr, die Aussage zu verweigern.